# フリームファクシ (競走馬)
フリームファクシ（欧字名:Hrimfaxi、2020年4月7日 - ）は、日本の競走馬。2023年のきさらぎ賞の勝ち馬である。
馬名の意味は、北欧神話の夜の女神の愛馬。

## 戦績

### デビュー前
2020年4月7日、北海道勇払郡安平町のノーザンファームにて出生。2017年の秋華賞勝ち馬である半姉ディアドラをはじめ、ロジユニヴァース、ジューヌエコール、ランフォルセ、ノーザンリバーなど近親に多数の活躍馬がいる良血で、2021年のセレクトセール1歳セッションに「ライツェントの2020」として上場されると、金子真人ホールディングス(株)に1億4000万円の高額で落札された。
「ライツェントの2020」は北欧神話に登場する馬から名をとって「フリームファクシ」と命名され、栗東トレーニングセンターの須貝尚介厩舎に入厩した。

### 2歳（2022年）
2022年10月9日、東京競馬場第5レースの2歳新馬戦（芝2000m）で、鞍上川田将雅にてデビュー。スタート直後からハナを奪ってレースを進め、そのまま逃げ切りを図ったが、上り最速の脚で猛追してきたミッキーカプチーノにゴール手前で差し切られ、クビ差2着に惜敗した。なお、3着には後に京都2歳ステークスを制するグリューネグリーンが入っている。1か月後、再び川田とのコンビで阪神競馬場第3レースの2歳未勝利戦に出走。道中は中団に控え、上り3ハロン33.6秒の末脚で先行各馬を一気に交わし、デビュー2戦目で初勝利を収めた。管理する須貝調教師は「能力は相当なものがあるね。抜け出すときの脚なんかはすごかった。でも気が入りすぎているから、少し放牧に出して緩めてあげたい」と語った。

### 3歳（2023年）
1月5日の中京競馬場・3歳1勝クラス（収得賞金500万以下競走/芝2000m）より始動し、差し切り勝ちを収め連勝を達成。
2月5日、初の重賞挑戦で中京競馬場で行われたきさらぎ賞（GIII）に出走。好スタートを決め、道中は手綱を抑え2番手を追走。直線では馬場の真ん中から好位に抜け出して先頭に立ち、追い込む2番人気オープンファイアを振り切りアタマ差で3連勝並びに重賞初勝利を飾った。

### 5歳（2025年）
1月11日に中京競馬場で行われたすばるステークス（L）では好位につけて内側を追走し、抜群の手ごたえをもって直線コースに向くと、ぐんぐん伸びて勝利を収めた。

## 競走成績
以下の内容は、JBISサーチおよびnetkeiba.comの情報に基づく。
| 競走日     | 競馬場 | 競走名            | 格   | 距離（馬場）  | 頭 数 | 枠 番 | 馬 番 | オッズ （人気） | 着順 | タイム （上り3F） | 着差 | 騎手        | 斤量 [kg] | 1着馬（2着馬）         | 馬体重 [kg] |
| ---------- | ------ | ----------------- | ---- | ------------- | ----- | ----- | ----- | --------------- | ---- | ----------------- | ---- | ----------- | --------- | ---------------------- | ----------- |
| 2022.10.09 | 東京   | 2歳新馬           |      | 芝2000m（良） | 15    | 3     | 4     | 002.10（1人）   | 02着 | R2:01.2（34.1）   | -0.1 | 0川田将雅   | 55        | ミッキーカプチーノ     | 512         |
| 0000.11.06 | 阪神   | 2歳未勝利         |      | 芝2000m（良） | 6     | 1     | 1     | 001.20（1人）   | 01着 | R2:03.9（33.6）   | -0.4 | 0川田将雅   | 55        | （アンタッチャブル）   | 504         |
| 2023.01.05 | 中京   | 3歳1勝クラス      |      | 芝2000m（良） | 9     | 3     | 3     | 001.40（1人）   | 01着 | R2:00.2（34.8）   | -0.2 | 0川田将雅   | 56        | （ダノントルネード）   | 506         |
| 0000.02.05 | 中京   | きさらぎ賞        | GIII | 芝2000m（良） | 8     | 2     | 2     | 001.30（1人）   | 01着 | R1:59.7（34.2）   | -0.1 | 0川田将雅   | 56        | （オープンファイア）   | 502         |
| 0000.04.16 | 中山   | 皐月賞            | GI   | 芝2000m（重） | 18    | 3     | 5     | 007.70（4人）   | 09着 | R2:02.0（37.4）   | -1.4 | 0D.レーン   | 57        | ソールオリエンス       | 506         |
| 0000.05.28 | 東京   | 東京優駿          | GI   | 芝2400m（良） | 18    | 4     | 7     | 088.2（12人）   | 10着 | R2:25.7（33.4）   | -0.5 | 0吉田隼人   | 57        | タスティエーラ         | 500         |
| 0000.12.02 | 阪神   | チャレンジC       | GIII | 芝2000m（良） | 13    | 7     | 10    | 014.00（5人）   | 08着 | R1:59.4（35.6）   | -0.6 | 0川田将雅   | 56        | ベラジオオペラ         | 508         |
| 2024.01.06 | 京都   | 京都金杯          | GIII | 芝1600m（良） | 18    | 8     | 17    | 008.90（5人）   | 05着 | R1:34.2（35.8）   | -0.4 | 0川田将雅   | 56        | コレペティトール       | 512         |
| 0000.02.04 | 東京   | 東京新聞杯        | GIII | 芝1600m（良） | 16    | 8     | 15    | 091.6（14人）   | 11着 | R1:32.8（33.8）   | -0.7 | 0菅原明良   | 58        | サクラトゥジュール     | 510         |
| 0000.04.21 | 京都   | マイラーズC       | GII  | 芝1600m（稍） | 17    | 8     | 15    | 097.4（13人）   | 13着 | R1:34.1（36.6）   | -1.6 | 0富田暁     | 57        | ソウルラッシュ         | 510         |
| 0000.04.28 | 新潟   | 谷川岳S           | L    | 芝1600m（良） | 15    | 3     | 4     | 007.00（4人）   | 03着 | R1:33.8（34.1）   | -0.2 | 0角田大和   | 58        | メイショウチタン       | 516         |
| 0000.06.15 | 京都   | 米子S             | L    | 芝1600m（良） | 16    | 2     | 3     | 015.70（6人）   | 10着 | R1:32.3（33.7）   | -0.8 | 0角田大和   | 58        | トゥードジボン         | 518         |
| 0000.06.23 | 東京   | パラダイスS       | L    | 芝1400m（稍） | 16    | 5     | 10    | 016.50（8人）   | 03着 | R1:21.5（34.1）   | -0.4 | 0横山典弘   | 57        | オーキッドロマンス     | 510         |
| 0000.09.29 | 中京   | ポートアイランドS | L    | 芝1600m（稍） | 14    | 5     | 7     | 008.40（4人）   | 02着 | 01:34.5（35.5）   | -0.1 | 0M.デムーロ | 58        | アスクコンナモンダ     | 518         |
| 0000.12.15 | 中京   | コールドムーンS   | OP   | ダ1400m（良） | 15    | 8     | 16    | 005.70（3人）   | 01着 | R1:22.9（36.0）   | -0.7 | 0M.デムーロ | 59        | （バトゥーキ）         | 520         |
| 0000.12.28 | 京都   | ベテルギウスS     | L    | ダ1800m（良） | 16    | 5     | 10    | 002.30（1人）   | 07着 | R1:51.7（37.7）   | -1.4 | 0M.デムーロ | 59        | サンデーファンデー     | 522         |
| 2025.01.11 | 中京   | すばるS           | L    | ダ1400m（良） | 16    | 5     | 10    | 003.20（1人）   | 01着 | R1:23.0（36.6）   | -0.5 | 0M.デムーロ | 59        | （ウェイワードアクト） | 526         |
| 0000.02.02 | 東京   | 根岸S             | GIII | ダ1400m（稍） | 16    | 4     | 8     | 002.70（1人）   | 06着 | R1:24.0（36.7）   | -1.4 | 0M.デムーロ | 57        | コスタノヴァ           | 524         |

- 競走成績は2025年2月2日現在

## 血統表
| フリームファクシの血統      | フリームファクシの血統                                                 | フリームファクシの血統                                                 | （血統表の出典）                                                       | （血統表の出典）  |
| 父系                        | キングマンボ系（ミスタープロスペクター系）                             | キングマンボ系（ミスタープロスペクター系）                             | キングマンボ系（ミスタープロスペクター系）                             |                   |
| 父 ルーラーシップ 2007 鹿毛 | 父の父キングカメハメハ 2001 鹿毛                                       | Kingmambo                                                              | Mr. Prospector                                                         | Mr. Prospector    |
| 父 ルーラーシップ 2007 鹿毛 | 父の父キングカメハメハ 2001 鹿毛                                       | Kingmambo                                                              | Miesque                                                                |                   |
| 父 ルーラーシップ 2007 鹿毛 | 父の父キングカメハメハ 2001 鹿毛                                       | *マンファス                                                            | ラストタイクーン                                                       | ラストタイクーン  |
| 父 ルーラーシップ 2007 鹿毛 | 父の父キングカメハメハ 2001 鹿毛                                       | *マンファス                                                            | Pilot Bird                                                             |                   |
| 父 ルーラーシップ 2007 鹿毛 | 父の母エアグルーヴ 1993 鹿毛                                           | *トニービン                                                            | *カンパラ                                                              | *カンパラ         |
| 父 ルーラーシップ 2007 鹿毛 | 父の母エアグルーヴ 1993 鹿毛                                           | *トニービン                                                            | Severn Bridge                                                          |                   |
| 父 ルーラーシップ 2007 鹿毛 | 父の母エアグルーヴ 1993 鹿毛                                           | ダイナカール                                                           | *ノーザンテースト                                                      | *ノーザンテースト |
| 父 ルーラーシップ 2007 鹿毛 | 父の母エアグルーヴ 1993 鹿毛                                           | ダイナカール                                                           | シャダイフェザー                                                       |                   |
| 母 ライツェント 2007 青鹿毛 | 母の父スペシャルウィーク 1995 黒鹿毛                                   | *サンデーサイレンス                                                    | Halo                                                                   | Halo              |
| 母 ライツェント 2007 青鹿毛 | 母の父スペシャルウィーク 1995 黒鹿毛                                   | *サンデーサイレンス                                                    | Wishing Well                                                           |                   |
| 母 ライツェント 2007 青鹿毛 | 母の父スペシャルウィーク 1995 黒鹿毛                                   | キャンペンガール                                                       | マルゼンスキー                                                         | マルゼンスキー    |
| 母 ライツェント 2007 青鹿毛 | 母の父スペシャルウィーク 1995 黒鹿毛                                   | キャンペンガール                                                       | レディーシラオキ                                                       |                   |
| 母 ライツェント 2007 青鹿毛 | 母の母*ソニンク Soninke 1996 黒鹿毛                                    | Machiavellian                                                          | Mr. Prospector                                                         | Mr. Prospector    |
| 母 ライツェント 2007 青鹿毛 | 母の母*ソニンク Soninke 1996 黒鹿毛                                    | Machiavellian                                                          | Coup de Folie                                                          |                   |
| 母 ライツェント 2007 青鹿毛 | 母の母*ソニンク Soninke 1996 黒鹿毛                                    | Sonic Lady                                                             | Nureyev                                                                | Nureyev           |
| 母 ライツェント 2007 青鹿毛 | 母の母*ソニンク Soninke 1996 黒鹿毛                                    | Sonic Lady                                                             | Stumped                                                                |                   |
| 母系(F-No.)                 | Perion Mare系(FN:B3)                                                   | Perion Mare系(FN:B3)                                                   | Perion Mare系(FN:B3)                                                   |                   |
| 5代内の近親交配             | Mr.Prospector：4×4 Halo：4×5（父内） Nureyev：5×4 Northern Dancer：5×5 | Mr.Prospector：4×4 Halo：4×5（父内） Nureyev：5×4 Northern Dancer：5×5 | Mr.Prospector：4×4 Halo：4×5（父内） Nureyev：5×4 Northern Dancer：5×5 |                   |
| 出典                        | 1.                                                                     | 1.                                                                     | 1.                                                                     | 1.                |

- 半姉に2017年秋華賞と2019年ナッソーS勝ち馬のディアドラ（父ハービンジャー）がいる。
- 甥に2025年ダービー卿チャレンジトロフィー勝ち馬のトロヴァトーレがいる。
- そのほかの近親はソニンク#主要なファミリーラインを参照。